# Raymond Tarabay
Raymond Tarabay (* 16. Dezember 1967 in Beirut, Libanon) ist ein deutsch-libanesischer Schauspieler und Filmproduzent.

## Leben und Wirken
Nach seinem Studium der Politologie und Orientalistik an der Freien Universität Berlin und der Universität Bonn (Abschluss: Magister) belegte er zunächst Seminare beim Ministerium für Äußeres in Bonn und Berlin. 1997 begann er, in der Film- und Medienbranche Fuß zu fassen, und belegte Regie- und Produktionsseminare in Berlin und New York mit Yurek Bogayewicz, bevor er erstmals als Ko-Autor für das Drehbuch Muhtar, der Bürgermeister (Box! Filmproduktion Berlin) tätig wurde. Im selben Jahr gab er auch sein Regiedebüt mit dem Theaterstück Die Küche (Tiyatrom, Berlin). Im Jahr 2000 begann er mit zwei Koautoren nach jahrelanger Recherche am Skript für das Theaterspektakel Die Helden von Bern zu arbeiten, welches 2004 in Kaiserslautern seine Premiere feierte.
Neben seinen Tätigkeiten für die Bühne war Tarabay Mitbegründer und Ko-Geschäftsführer der Produktionsfirma GLOBAL FILMTIME LTD in Berlin und London, bevor er 2005 den Posten des Geschäftsführers von Vadim Glownas ATOSSA FILM Produktion GmbH übernahm. Er produzierte zahlreiche Filme, u. a. Laguna (Regie: Dennis Berry), Bandido (unter der Regie von Oscar-Preisträger Roger Christian) und Das Haus der schlafenden Schönen (Regie: Vadim Glowna). Letzterer landete in der Vorauswahl zum deutschen Oscar-Beitrag 2008, in der Kategorie „Bester Fremdsprachiger Film“.

## Filmografie
Als Schauspieler
- 1996: Männerpension
- 1997: Zuckerstücke
- 1997: Das Leben ist eine Baustelle
- 1997: Geschwister – Kardeşler
- 1999: ’Ne günstige Gelegenheit
- 2004: Days That Shook the World (Fernsehserie, Episode 2x06)
- 2005: Berlin, Berlin (Fernsehserie, Episode 4x13)
- 2006: Das Haus der schlafenden Schönen
- 2010: Hitler’s Grave
- 2014: Das Ende der Geduld
- 2017: 4 Blocks (Fernsehserie, 5 Episoden)
- 2020: In Berlin wächst kein Orangenbaum (Fernsehfilm)
- 2020: Freund oder Feind. Ein Krimi aus Passau (Fernsehreihe)
- 2020: Die Donau ist tief. Ein Krimi aus Passau (Fernsehreihe)
- 2022: Zu jung zu sterben. Ein Krimi aus Passau (Fernsehreihe)
- 2022: Der Fluss ist sein Grab. Ein Krimi aus Passau (Fernsehreihe)
- 2023: Der Millionenraub (Fernsehfilm)

Als Produzent
- 2006: Das Haus der schlafenden Schönen
- 2009: Immortal Memory